# Jacob Angadiath

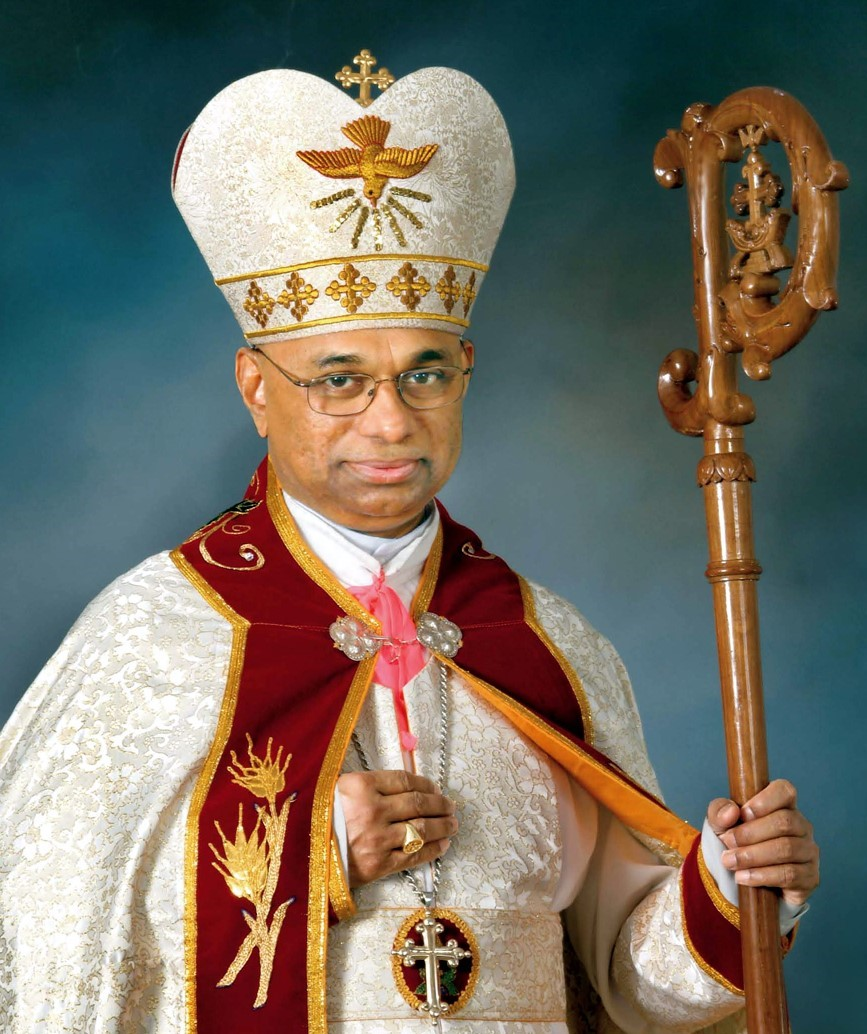
Jacob Angadiath, 2016

Jacob Angadiath (* 26. Oktober 1945 in Periappuram, Kerala) ist ein indischer Geistlicher und emeritierter syro-malabarischer Bischof der Eparchie Saint Thomas the Apostle of Chicago in den USA. 

## Leben
Der Sohn des Ulahannan und der Mariam Angadiath studierte von 1965 bis 1972 als Priesteramtskandidat am St. Thomas Apostolic Seminary Vadavathoor, Kottayam und empfing am 5. Januar 1972 in der St. Mary’s Church Lalam, Pala die Priesterweihe. Bis 1984 wirkte er als Seelsorger in Indien. 1984 bis 1999 leitete er die Syro-Malabar Catholic Mission in Dallas, Texas, 1999 bis 2001 die in Chicago, Illinois.
Am 13. März 2001 wurde er von Papst Johannes Paul II. zum Bischof der mit selben Datum gegründeten syro-malabarischen Eparchie St. Thomas in Chicago und zum Apostolischen Visitator für Kanada ernannt. Die Bischofsweihe spendete ihm am 1. Juli 2001 der Großerzbischof von Ernakulam-Angamaly, Varkey Kardinal Vithayathil CSSR; Mitkonsekratoren waren Joseph Pallikaparampil, Bischof von Palai, und Kuriakose Kunnacherry, Bischof von Kottayam.
Papst Franziskus nahm am 3. Juli 2022 das von Jacob Angadiath aus Altersgründen vorgebrachte Rücktrittsgesuch an.